# Mieczysław Mazurek (1934–2008)
Mieczysław Jan Mazurek (ur. 23 kwietnia 1934 w Monasterzu, zm. 6 kwietnia 2008) – polski działacz partyjny i samorządowy, nauczyciel, w latach 1973–1976 prezydent Przemyśla.

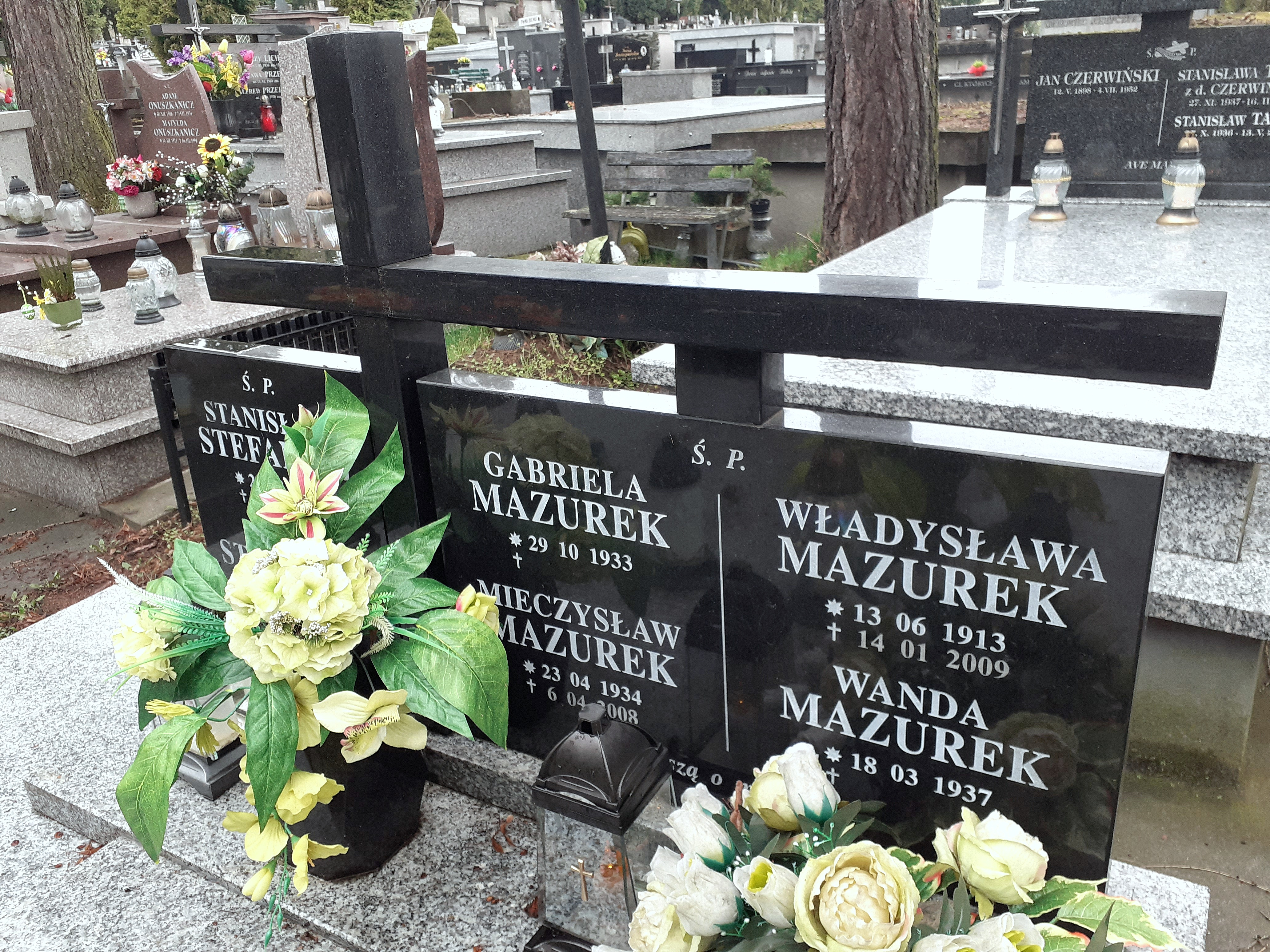
Grobowiec rodzinny Mieczysława Mazurka

## Życiorys
Urodził się w rodzinie chłopskiej, ukończył szkołę podstawową w rodzinnym Monasterzu i Liceum Pedagogiczne w Przemyślu. W 1951 rozpoczął naukę na Wydziale Matematyczno-Przyrodniczym Uniwersytetu Jagiellońskiego, przerwał je ze względu na chorobę. Przez kilka miesięcy pracował jako nauczyciel w Morągu, następnie w Przedsiębiorstwie Robót Kolejowych w Przemyślu. W latach 1954–1958 studiował inżynierię rolnictwa w Wyższej Szkole Rolniczej w Olsztynie otrzymując tytuły inżyniera (1958) i magistra (1963). Następnie był stażystą w Przedsiębiorstwie Jajczarskim w Rzeszowie i w Zakładach Mięsnych w Dębicy, po czym do 1960 pracował w Polskim Związku Ogrodniczym jako instruktor i w rzeszowskiej delegaturze Najwyższej Izbie Kontroli jako inspektor rolny. W 1960 został zatrudniony w Technikum Rolniczo-Łąkarskim w Przemyślu-Bakończycach jako nauczyciel przedmiotów zawodowych, początkowo kierując edukacją korespondencyjną, a od 1968 będąc dyrektorem szkoły. Działał w Związku Nauczycielstwa Polskiego jako członek władz krajowych i okręgowych w Rzeszowie.
W młodości należał do zarządu szkolnego i powiatowego Związku Młodzieży Polskiej. W 1963 wstąpił do Polskiej Zjednoczonej Partii Robotniczej, był I sekretarzem POP PZPR w Technikum Rolniczo-Łąkarskim oraz od 1968 członkiem Komitetu Miasta i Powiatu PZPR w Przemyślu. Od 1969 przez dwie kadencje zasiadał w Powiatowej Radzie Narodowej w tym mieście. W latach 1973–1976 sprawował funkcję prezydenta Przemyśla. W 1976 powrócił do poprzedniego miejsca pracy, przekształconego w Zespół Szkół Rolniczych w Przemyślu. W 1977 został dyrektorem działającego przy tej placówce punktu konsultacyjnego Akademii Rolniczej w Krakowie. W 1986 przeszedł na emeryturę, jeszcze przez trzy lata pracując w szkole w niepełnym wymiarze godzin. Zaangażował się w działalność Towarzystwa Przyjaciół Nauk w Przemyślu, pełnił funkcję jego prezesa w latach 1986–1990. Wchodził w skład komitetu redakcyjnego „Rocznika Przemyskiego” i kierował działacym początkowo przy TPN Zakładem Fizjografii i Arboretum.
Został pochowany na cmentarzu komunalnym Zasanie w Przemyślu.

## Odznaczenia
Odznaczony m.in. Krzyżem Kawalerskim Orderu Odrodzenia Polski, Złotym i Srebrnym Krzyż Zasługi, Odznaką „Zasłużony Pracownik Rolnictwa” i Medalem Komisji Edukacji Narodowej. Otrzymał także Medal 100-lecia Polskiej Akademii Nauk oraz nagrody wojewody i kuratora oświaty.